# Dactylochelifer scaurus
Dactylochelifer scaurus är en spindeldjursart som beskrevs av Volker Mahnert 1978. Dactylochelifer scaurus ingår i släktet Dactylochelifer och familjen tvåögonklokrypare. Inga underarter finns listade i Catalogue of Life.